# Los invasores (serie de televisión)
Los invasores (del inglés: The Invaders) es una serie de televisión estadounidense de ciencia ficción y aventura emitida por la cadena televisiva ABC entre 1967 y 1968, creada por Larry Cohen y producida por Quinn Martin Productions. Roy Thinnes interpretaba al héroe anónimo David Vincent. Se considera una serie de culto. La música fue compuesta por Dominic Frontiere.[cita requerida]
La serie constaba de 17 capítulos en su primera temporada y de 26 en la segunda. Tuvo una excelente aceptación de los televidentes, y su éxito le brindó una segunda temporada en 1968, con igual respuesta del público. Contribuyó a este éxito el eco creado en 1938 por la emisión del programa radiofónico de La guerra de los mundos, con la voz de Orson Welles, que abrió el apetito social por este género de ciencia ficción, enfocado en capitalizar la paranoia social presente en el momento. También influyeron los eslóganes con los que comenzaba cada capítulo.[cita requerida]

## Introducción
La introducción de la serie comenzaba con un resumen del argumento, que en la versión española decía lo siguiente:

"Los invasores, seres extraterrestres de un planeta agonizante. Su destino: la Tierra. Su propósito: conquistar el planeta. David Vincent (arquitecto) sabe que los invasores ya están aquí y que han adoptado forma humana. De algún modo, Vincent ha de convencer a este mundo descreído de que la pesadilla ha comenzado. David Vincent tiene que luchar, en solitario, con una raza de invasores de otra galaxia y, por si fuera poco, enfrentarse a un enemigo aún más difícil de vencer: el escepticismo del resto de la humanidad. Cualquiera puede ser un invasor: el policía al que pide ayuda, el periodista que se interesa por la historia, la chica con la que cree haber ligado... Vincent no se puede fiar de nadie, la persona menos pensada puede ser uno de los invasores de los que escapa a la vez que persigue".

En la versión para Hispanoamérica, la introducción de cada capítulo versaba así:

Los invasores, seres extraños de un planeta que se extingue. Destino: la Tierra. Propósito: adueñarse de ella. David Vincent los ha visto. Para él, todo empezó una noche en un camino solitario, cuando buscaba un atajo que nunca encontró... Empezó con un merendero cerrado y abandonado, con un hombre tan fatigado que no podía seguir en viaje. Comenzó con la llegada de una nave de otra galaxia. Ahora, David Vincent sabe que los invasores han llegado, que se han adaptado al aspecto humano. En alguna forma, debe convencer a un mundo incrédulo de que la pesadilla ha comenzado

## Argumento
David Vincent es un arquitecto, único testigo del aterrizaje de un ovni que resulta ser una nave de extraterrestres. Tras contar el acontecimiento, David es considerado un loco por la mayor parte de la gente y decide iniciar una persecución solitaria como un héroe solitario que intenta desenmascarar a los seres invasores, quienes parecen ser personas normales que conviven con los humanos sin llamar la atención pero cuyo fin es adueñarse del planeta Tierra. Los extraterrestres son semejantes en apariencia a la especie humana, salvo por una frecuente rigidez característica del dedo meñique que les impide doblarlo, la ausencia de latidos cardíacos (no poseen corazón o cualquier otro tipo de órgano humano), su falta de emotividad y su forma de morir, vaporizándose casi al instante en medio de una luz rojiza dejando sólo cenizas de celulosa a menos que padezcan cierta enfermedad transmisible por el tacto, en cuyo caso se produce su congelación. Estos seres deben regenerarse cada cierto tiempo en unas cápsulas especiales para no ser incinerados por el oxígeno presente en la atmósfera.
Los invasores saben que sólo hay un hombre que sabe toda la verdad, David Vincent, y tratarán de eliminarlo a toda costa antes de que los descubra ante un mundo incrédulo.
La serie tuvo la característica de que en cada capítulo, David Vincent demostraba y convencía a cierto núcleo de personas de que lo que él decía era la verdad, haciéndose de aliados que luego, en capítulos subsecuentes, lo ayudaban en su lucha contra los invasores.

## Nuevas versiones
La serie la reeditó la Fox sin pena ni gloria en 1995, bajo la dirección de Paul Shapiro. Además sirvió de inspiración para futuras producciones televisivas, como The X-Files.

## En la cultura popular
- El Proyecto David Vincent en YouTube., retoma todo el universo de misterio, conspiración y aliens.

Aparece en el capítulo 4 de la primera temporada de la serie Cuéntame cómo pasó.